# Fräulein Seifenschaum
Fräulein Seifenschaum ist ein deutscher Stummfilm von Ernst Lubitsch aus dem Jahr 1915. Er gilt als die erste Regiearbeit Lubitschs und zählt zu den verschollenen Werken des Regisseurs.

## Inhalt
Durch den Ausbruch des Ersten Weltkriegs werden die Männer, und darunter auch die Barbiere, eingezogen. Als Folge dessen müssen die Frauen deren Arbeiten übernehmen, und so teilen sich in einem Barbiergeschäft Mutter und Tochter in die Arbeit: Die Tochter seift die Kunden ein, während die Mutter anschließend die Männer mehr oder weniger geschickt rasiert.
Auch der Kunde Ernst möchte rasiert werden. Er macht der Tochter schöne Augen und wird von der Mutter resolut aus dem Laden geworfen. Ernst flieht gemeinsam mit seiner großen Liebe per Auto und wird von der Mutter zu Fuß und schließlich per Dreirad verfolgt. Die Mutter holt das Paar auf einem See per Boot ein, wo Ernst ihr Boot so lange schaukelt, bis die Mutter einer Heirat der beiden zustimmt. Weil alle drei schließlich das Geld für das Taxi sparen wollen, fahren sie zusammen mit dem Dreirad zurück. Am Ende lässt sich Ernst von Fräulein Seifenschaum rasieren, die ihn dabei zwar regelmäßig schneidet, für jeden Schnitt jedoch von ihm einen Kuss erhält.

## Produktion
Fräulein Seifenschaum wurde zwischen Frühjahr und Herbst 1914 bei der Union-Film gedreht. Die Bauten stammten von Kurt Richter. Der Film erlebte seine Uraufführung am 25. Juni 1915 im Union Theater Alexanderplatz und dem Union Theater Kurfürstendamm in Berlin. Der Einakter lief damals gemeinsam mit dem von Oskar Messter produzierten Film Sein braunes Mädel an und besaß eine Länge von rund 330 Metern.
Fräulein Seifenschaum gilt als erster Film, in dem Ernst Lubitsch Regie führte, und brachte ihn zum ersten Mal mit Produzent Paul Davidson zusammen, der später zahlreiche Filme Lubitschs produzierte.

## Kritik
Herta-Elisabeth Renk nannte Fräulein Seifenschaum eine „handfeste Satire auf den Kriegsalltag“. Andere Kritiker vermuteten rückblickend, dass Fräulein Seifenschaum „eine atemberaubende Mischung situationskomischer Aktionen gewesen sein [muss]“.